# Константин Ефремов
Константин Ефремов – Жабчо е бивш български футболист, полузащитник. Играл е за Левски (София) от 1925 до 1935 г. Има 90 мача и 4 гола в първенството. Шампион и носител на купата на страната през 1933 г. В националния отбор има 32 участия (1930-1935). Носител на купата на БОК през 1931 и на Балканската купа през 1932 г. Включен в отбора за квалификационните срещи за СП-1934 срещу съставите на Унгария и Австрия. Капитан на националния отбор в мача срещу Гърция в Атина през 1935 г., който завършва 2:1. Футболист с високи спортсменски качества. Един от най-силните халфове на България преди втората световна война.